# Kontraindikacija
U medicini, kontraindikacija je dejstvo, bilo terapeutsko ili druge prirode, koje je sekundarno u odnosu na željeno. Ono što kontraindikaciju razlikuje od nuspojava (neželjenih efekata) jeste da je primena leka, procedure ili operacije veoma rizična i da može dovesti do ozbiljnih posledica (u najekstremnijim situacijama i do smrti pacijenta) ukoliko se primeni u određenim stanjima, bolestima ili zajedno sa još nekim lekovima. Kontraindikacije mogu biti apsolutne i relativne. Relativne kontraindikacije jesu kontraindikacije kod kojih je benefit primene dva leka, neke procedure ili operacije mnogo veći od samog rizika, te se ovakvi tretmani sprovode s ogromnim oprezom, a primer za relativnu kontraindikaciju jeste istovremena primena varfarina i aspirina (oba leka su antikoagulansi - sprečavaju zgrušavanje krvi u krvnim sudovima) koji u normalnim uslovima ne bi smeli da se primenjuju, ali se kod određenih pacijenata moraju koristiti zbog nemogućnosti korišćenja neke druge terapije i slično. Apsolutne kontraindikacije su one kontraindikacije kod kojih će život pacijenta biti ugrožen ukoliko se primene 2 leka (koja su međusobno kontraindikovana), procedura ili operacija. Primer ovoga može biti izotretinoin, koji se koristi u terapiji akni, a kod trudnica je apsolutno kontraindikovan jer izaziva malformacije ploda ili antagonista β receptora (β blokatora) ukoliko osoba doživljava kardiogeni šok.
Povremeno se lekovi propisuju ili se procedure izvode specifično zbog njihovih neželjenih efekata. U tom slučaju, nuspojava prestaje da bude nuspojava, i postaje željeni efekat. Na primer, iks-zraci su se istorijski koristili kao tehnika za dobijanje snimaka. Otkriće njihovih onkoloških sposobnosti je dovelo do njihove primene u radioterapiji (ablaciji malignih tumora).

## Literatura
- Група аутора (2006).  Ненад Угрешић, ур. Фармакотерапијски водич 3 (PDF). Београд. Архивирано из оригинала (PDF) 15. 07. 2011. г. Приступљено 15. 01. 2012.